# Växjörevyn
Växjörevyn, även Från vettet-ensemblen, är en revygrupp som sätter upp nyårsrevyer på Växjö teater.
Växjörevyn hade sin första premiär nyårsafton 1990 och drivs sedan starten av Nils Åkesson, som är gruppens frontfigur tillsammans med Maria Wranå. Gruppen har vunnit Revy-SM vid flera tillfällen och flera av dess föreställningar har visats i Sveriges Television.
Några av dem som medverkat i Växjörevyn är: Maria Wranå, Nils Åkesson, Stig Grybe, Janne ”Loffe” Carlsson, Petter Ahlfors, Anton Zetterholm, Ulf Larsson, Siw Carlsson, Anna-Lena Brundin Bergelin, Jan Sigurd, Ann Westin, Omid Khansari, Per Fritzell (Galenskaparna), Thomas Petersson och Erik Andergren Lilliehorn.